# ルドヴィーコ・ディ・サヴォイア
ルドヴィーコ・ディ・サヴォイア（Ludovico di Savoia）またはロドヴィーコ・ディ・サヴォイア（Lodovico di Savoia, 1413年2月21日 - 1465年1月29日）は、サヴォイア公、ピエモンテ公、アオスタ伯、モーリエンヌ伯、ニース伯（在位：1440年 - 1465年）。フランス語名ルイ・ド・サヴォワ（Louis de Savoie）。

## 生涯
ジュネーヴで生まれる。父はサヴォイア伯アメデーオ8世（のちにサヴォイア公、また対立教皇フェリクス5世にもなる）。母はブルゴーニュ公フィリップ・ル・アルディの娘マリー。はじめはピエモンテ公の称号を授けられ、1440年にサヴォイア公位を継承した。1432年にキプロス、エルサレム、アルメニアの王ヤヌス（Janus）の娘であるアンナ・ディ・チプロと結婚し、間に19人の子女をもうけた。
ルドヴィーコの甘さは彼の軍徳を輝かせず、フィリッポ・マリーア・ヴィスコンティ没後に後継者の居なくなったミラノ公国がアンブロジアーナ共和国となった時に、同国占領の期待を持っていたサヴォイア人は落胆した。1465年にリヨンで死去し、ジュネーヴの聖フランチェスコ教会で、1462年に既に故人となっていた妻の側に埋葬された。

## 子供
- アメデーオ9世（1435年 - 1472年） - サヴォイア公、福者
- マリーア（1436年 - 1437年）
- ルドヴィーコ（1436年 - 1482年） - ジュネーヴ伯、キプロス王
- フィリッポ2世（1438年 - 1497年） - ブレス伯、サヴォイア公
- ジョヴァンニ（1438年 - 1491年） - ジュネーヴ伯
- マルゲリータ（1439年 - 1483年） - 1458年にモンフェッラート侯ジョヴァンニ4世と結婚、1466年にサン＝ポル伯ピエール2世と再婚
- ピエトロ（1440年 - 1458年） - ジュネーヴ司教、タランテーズ大司教
- ジャーノ（1441年 - 1491年） - フォシニー伯、ニース総督
- カルロッタ（1441年 - 1483年） - 1451年、フランス王ルイ11世と結婚
- アイモーネ（1442年 - 1443年）
- ジャコモ（1445年）
- アニェーゼ（1445年 - 1508年） - 1466年、ロングヴィル伯フランソワ1世（デュノワ伯ジャンの子）と結婚
- ジョヴァンニ・ルイージ（1447年 - 1482年） - ジュネーヴ司教、タランテーズ大司教
- マリーア（1448年 - 1475年） - 1466年、サン＝ポル伯ルイ・ド・リュクサンブールと結婚
- ボナ（1449年 - 1503年） - 1468年、ミラノ公ガレアッツォ・マリーア・スフォルツァと結婚
- ジャコモ（1450年 - 1486年） - ローモン伯、ヴォー領主、サン＝ポル女伯マリー・ド・リュクサンブールと結婚。
- アンナ（1452年）
- フランチェスコ（1454年 - 1490年） - オーシュ大司教、ジュネーヴ司教
- ジョヴァンナ（生没年不明、夭折）